# Wojciech Pająk
Wojciech Pająk (* 1979) ist ein ehemaliger polnischer Snowboarder.

## Werdegang
Pająk, der für den AZS Zakopane startete, nahm zu Beginn der Saison 1996/97 in Tignes erstmals am Snowboard-Weltcup der FIS teil und errang dabei den 80. Platz im Parallelslalom und den 76. Platz im Riesenslalom. Bei den Snowboard-Weltmeisterschaften 1997 in Innichen belegte er den 54. Platz im Riesenslalom sowie den 43. Rang in der Halfpipe und bei den Juniorenweltmeisterschaften 1998 in Chamrousse den 19. Platz im Riesenslalom sowie den sechsten Rang in der Halfpipe. In der Saison 1998/99 kam er bei den Snowboard-Weltmeisterschaften 1999 in Berchtesgaden auf den 19. Platz in der Halfpipe und bei den Juniorenweltmeisterschaften 1999 auf der Seiser Alm auf den 21. Rang in der Halfpipe. Zudem errang er mit dem 34. Platz im Halfpipe-Weltcup sein bestes Gesamtergebnis und wurde bei den polnischen Meisterschaften in Snowboardcross sowie in der Halfpipe jeweils Zweiter. In der folgenden Saison erreichte er in Livigno mit dem 12. Platz in der Halfpipe seine beste Platzierung im Weltcup. Im Januar 2001 errang er bei den polnischen Meisterschaften den zweiten Platz in der Halfpipe und bei den Snowboard-Weltmeisterschaften 2001 in Madonna di Campiglio den 39. Platz in der Halfpipe. In der Saison 2002/03 belegte er bei den Snowboard-Weltmeisterschaften 2003 am Kreischberg den 36. Platz in der Halfpipe sowie den 33. Rang im Big Air und holte bei der Winter-Universiade 2003 in Piancavallo die Silbermedaille in der Halfpipe. Zudem kam er dort auf den 13. Platz im Snowboardcross. Seinen 17. und damit letzten Weltcup absolvierte er im Januar 2003 in Salzburg, welchen er auf dem 20. Platz im Big Air beendete.

## Weltcup-Gesamtplatzierungen
| Saison    | Gesamt | Gesamt | Halfpipe | Halfpipe |
| Saison    | Punkte | Platz  | Punkte   | Platz    |
| --------- | ------ | ------ | -------- | -------- |
| 1997/98   | 4      | 127.   | -        | -        |
| 1998/99   | 68     | 104.   | 540      | 34.      |
| 1999/2000 | 31     | 127.   | 265      | 61.      |
| 2000/01   | -      | -      | 112      | 87.      |